# Coproscopie
La coproscopie  (du grec ancien : κόπρος / kópros, « excrément ») est en médecine humaine ou vétérinaire l'examen au microscope des excréments. 

## Utilité
La coproscopie vise à détecter la présence de pathogènes et le plus souvent de parasites ainsi qu'à les identifier. 
La coproscopie se fonde sur l'identification de parasites adultes, de larves, d'œufs ou d'autres formes de propagules, sur la base de clés de détermination ou de tests complémentaires.